# Tillandsia walter-tillii
Tillandsia walter-tillii är en gräsväxtart som beskrevs av Jason Randall Grant. Tillandsia walter-tillii ingår i släktet Tillandsia och familjen Bromeliaceae. Inga underarter finns listade i Catalogue of Life.